# 数据质量审核
資料品質稽核（英語：data quality audit），是一種資料品質稽核分析。
在使用新的資料庫之前，企業要確認、更正錯誤資料，並在資料庫啟用後提供編輯資料的程序。資料品質分析通常首先進行資料品質稽核，即在資訊系統中進行資料精準性和完整性方面的結構化調查，它可以在整個資料檔案範圍內或資料檔案範本內調查，也可以調查終端使用者對資料品質的看法。